# Epidendrum pitalense
Epidendrum pitalense là một loài thực vật có hoa trong họ Lan. Loài này được J.Linares & Hágsater mô tả khoa học đầu tiên năm 2008.